# Colonia Monte Alto
Colonia Monte Alto är en ort i kommunen El Oro i delstaten Mexiko i Mexiko. Samhället hade 149 invånare vid folkräkningen år 2020.